# NGC 5959
NGC 5959 is een elliptisch sterrenstelsel in het sterrenbeeld Weegschaal. Het hemelobject werd in 1886 ontdekt door de Amerikaanse astronoom Ormond Stone.

## Synoniemen
- MCG -3-40-2
- NPM1G -16.0490
- PGC 55625